# Элон, Менахем
Менахем Элон (при рождении Феттер; 1 ноября 1923 — 6 февраля 2013) — израильский правовед, один из ведущих знатоков еврейского права.

## Биография
Родился в Дюссельдорфе. После прихода к власти нацистов в Германии его родители в 1934 году уехали в Нидерланды, в 1935 году — в подмандатную Палестину. Элон получил религиозное образование и получил звание раввина, окончил Высшую юридическую школу в Тель-Авиве и Еврейский университет в Иерусалиме.
Был заместителем председателя Верховного Суда Израиля (1988), автор фундаментальных пособий («Еврейское право. История, источники, принципы» (тт. 1-3, 1973; дополненное издание — тт. 1-4, 1988; русский перевод — часть 1, 1989, часть 2, 1998), создатель кафедр еврейского права в Нью-Йоркском и Гарвардском университетах, доктор права, профессор, председатель Всемирного союза иудаики. Лауреат Государственной премии Израиля в области иудаики (1979).
Регулярно выступал с аналитическими статьями в израильских газетах, в том числе на русском языке.

## Сочинения
- «Еврейское право. История, источники, принципы» в 4-х томах
- «Свобода личности и пути взимания долга в соответствии с еврейским правом» (1964)
- «Внедрение религиозных законов в законодательство Израиля и в судебную практику государственных и религиозных судов» (1968)
- «Предметный указатель к сборникам галахических вопросов и ответов еврейских мудрецов Испании и Северной Африки» (тт. 1-5, 1981—1988)

### Сочинения, переведённые на русский язык
- Еврейское право. / Ред. И. Ю. Козлихина. — СПб.: Юридический центр Пресс, 2002. — 611 с.
- Еврейское право: Часть 1. / Пер. с иврита А. Белов, ред. И. Менделевич. — Иерусалим: Амана, 1989. — 334 с.
- Еврейское право: Часть 2. / Пер. М. Китросская, ред. М. Левинов. — Иерусалим: Амана, 1998. — 395 с.